# Piet Jungblut
Petrus Hendrikus Joseph (Piet) Jungblut (Utrecht, 19 april 1909 - Zeist, 28 januari 1988) was een Nederlandse beeldhouwer.

## Leven en werk
Jungblut was een zoon van Hubert Ludwig Jungblut en Theodora Johanna Slootjes. Zijn vader was als beeldhouwer vanuit Koblenz naar Utrecht getrokken om daar te gaan werken in het atelier van Friedrich Wilhelm Mengelberg. Piet en zijn broer Leo volgden hun vader in het voetspoor en werden beeldhouwer, broer Anton Jungblut werd glazenier. Jungblut trouwde met Anna Staal (1905-1992).
Hij woonde en werkte in Utrecht, vanaf 1940 in Bilthoven. Van 1949 tot 1971 was hij als docent verbonden aan Artibus in Utrecht. Piet maakte net als zijn broer Leo veel christelijk religieuze voorstellingen, die in en om rooms-katholieke kerken werden geplaatst. Zijn wegkapelletje met piëta in Bilthoven is sinds 2001 een rijksmonument. Samen met zijn broer was hij ook verantwoordelijk voor enkele figuren uit het sprookjesbos in de Efteling zoals Sneeuwwitje.
Jungblut overleed op 78-jarige leeftijd en werd begraven in Bilthoven.

## Werken
- Wegkapelletje met piëta (1945/1947), Professor Bronkhorstlaan, Bilthoven
- Monument voor de Gevallenen (1947), Losser
- Liudgermonument (1947), Muiderberg[2]
- Oorlogsmonument (1948), Zwolseweg t/o 22 Raalte
- Verzetsmonument, Vleuten (1949)
- Reliëf (1949) met de vier apocalyptische ruiters (oorlogsmonument) in de hal van het Huis van de Arbeid in Utrecht
- monument aan de Kloppenstraat, Losser
- Heilig Hartbeeld voor de Sint Jozefkerk, Leusden
- Mariabeeld voor de Maria Virgo Reginakerk in Bennekom

## Fotogalerij

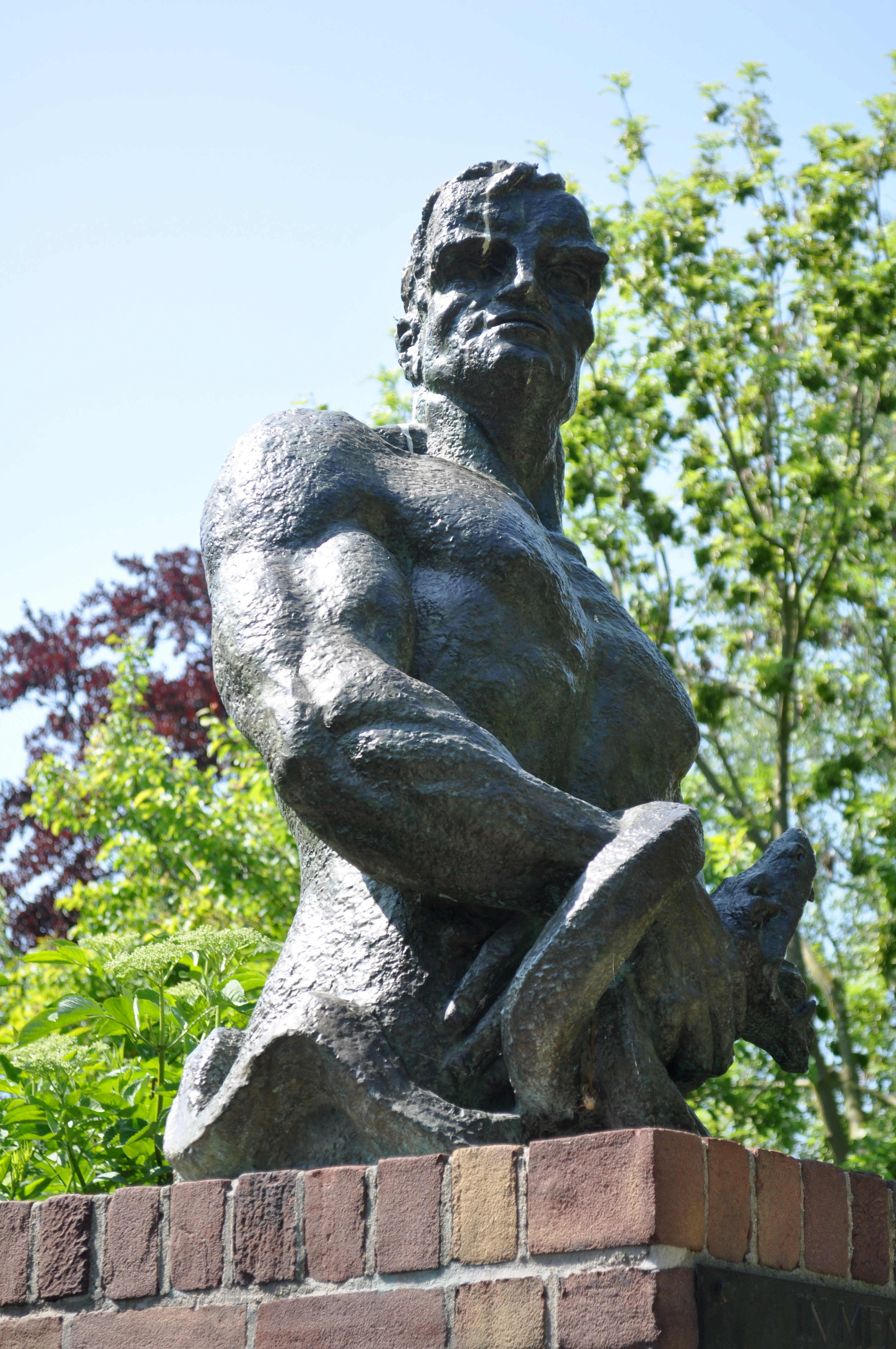
Verzetsmonument Vleuten
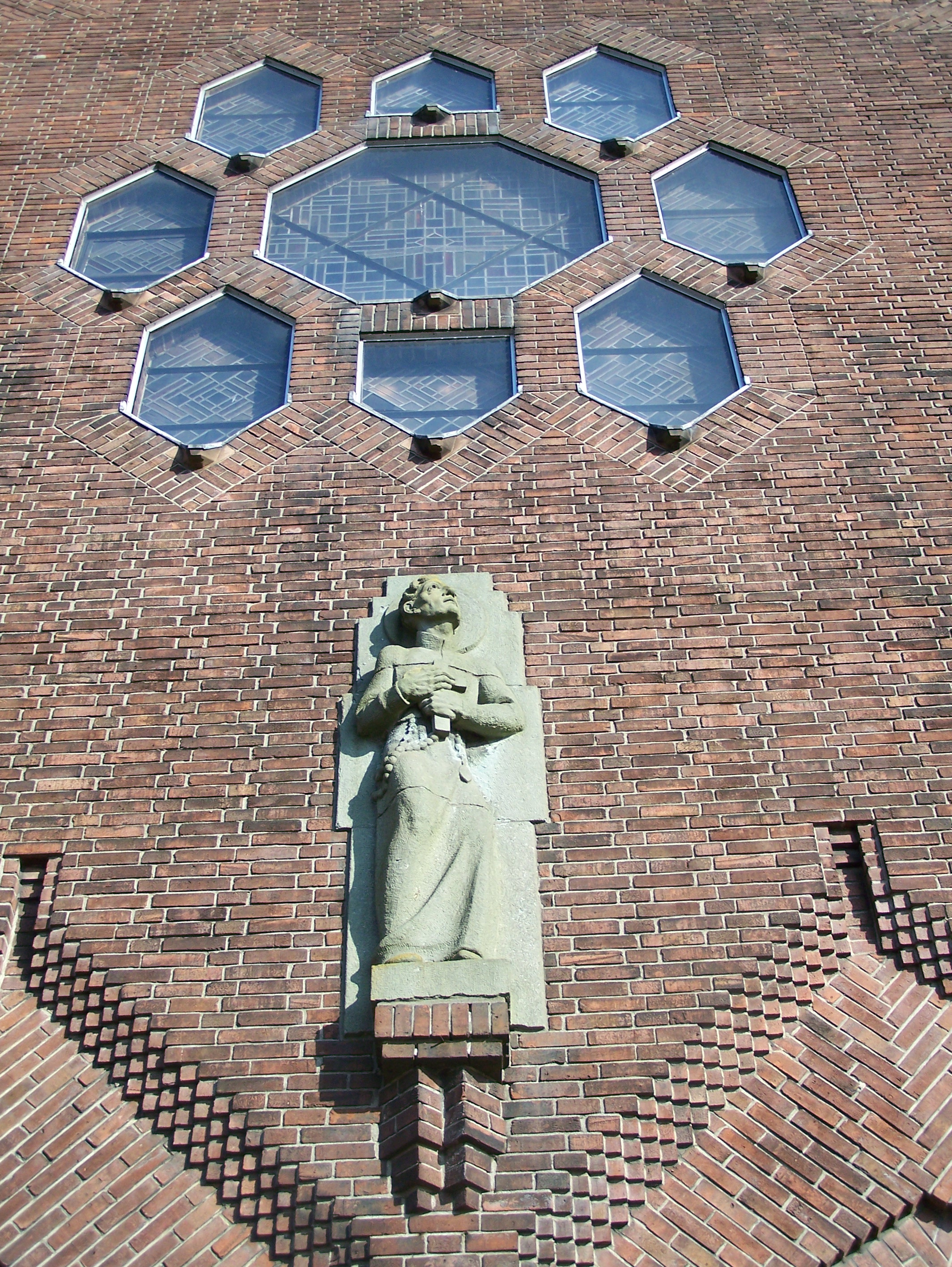